# BLKNWS: Terms & Conditions
BLKNWS: Terms & Conditions ist ein Science-Fiction-Film von Kahlil Joseph. Der Essay- und Experimentalfilm, der die Lebenserfahrung von Schwarzen in den Mittelpunkt stellt, vermischt eine fiktive afrofuturistische Erzählung, Archivrecherche, Multimediaarbeit und eine persönliche Geschichte des Regisseurs vom Tod seines Bruders. Der in 21 „Tracks“ eingeteilte Film imaginiert weiter die letzten Tage des US-amerikanischen Historikers, Soziologen und Bürgerrechtlers W. E. B. Du Bois, im Film gespielt von Kaneza Schaal und Peter Jay Fernandez. Weitere Schauspieler sind Shaunette Renée Wilson und Penny Johnson Jerald. BLKNWS feierte Ende Januar 2025 beim Sundance Film Festival seine Premiere.

## Handlung
Die Journalistin Sarah berichtet über eine „Transatlantische Biennale“, die an Bord des luxuriösen Kreuzfahrtschiffs The Nautica stattfindet. Sarah möchte unbedingt Kontakt zu Funmilayo Akachukwu aufnehmen, der Kuratorin dieses ehrgeizigen Projekts.

## Hintergrund

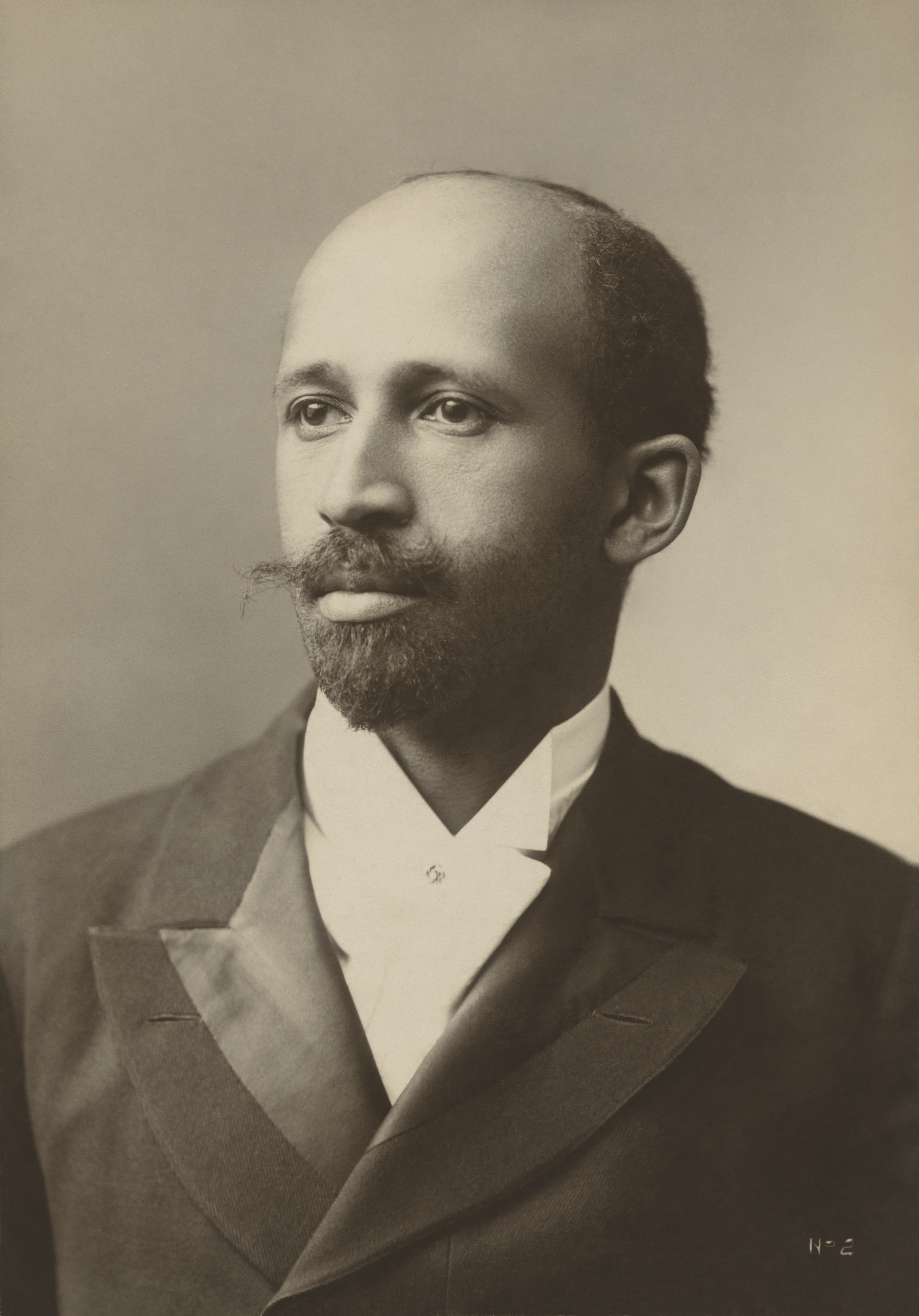
Anfang des 20. Jahrhunderts gründete W. E. B. Du Bois die Niagara-Bewegung

William Du Bois entstammte einer seit Generationen freien schwarzen Familie in Massachusetts, die schon früh ins Bürgertum aufgestiegen war. Er schrieb für eine örtliche Zeitung, besuchte die örtliche High School und konnte dank eines Stipendiums der kongregationalistischen Gemeinde seiner Heimatstadt ein Studium an der für Afroamerikaner gegründeten Fisk University in Nashville aufnehmen. Er setzte seine Studien in Harvard fort und erwarb an der Harvard University einen Master in Geschichte. Von 1892 bis 1894 studierte Du Bois in Deutschland an der Friedrich-Wilhelms-Universität zu Berlin und an der Universität Heidelberg. Er bewunderte den deutschen Kanzler Otto von Bismarck nach eigenen Aussagen dafür, dass dieser  aus einer Masse sich zankender Völker eine Nation formte, was ihn ahnen ließ, was die amerikanischen Schwarzen tun müssen. Nach seiner Rückkehr in die USA promovierte Du Bois als erster Schwarzer in Harvard. Das Thema war die Geschichte des Verbotes des Sklavenhandels in den USA. Mit der Veröffentlichung der Arbeit gelang ihm als erster Schwarzer ein wissenschaftlicher Durchbruch als Soziologe. Du Bois engagierte sich in der entstehenden Bürgerrechtsbewegung und gründete  1905 mit anderen eine Bewegung, die volle bürgerliche Freiheiten für alle Schwarzen und ein Ende der Diskriminierung forderte. Sie nannte sich nach dem ersten Treffpunkt Niagara-Bewegung. Der Gelehrte versuchte jahrzehntelang, eine Enzyklopädie über die Geschichte und Kultur der Menschen afrikanischer Abstammung zu veröffentlichen. Er warb Freunde an, reichte Petitionen bei Kollegen ein und suchte bei Regierungsbehörden und privaten Spendern nach Geldern für das mehrbändige Projekt, das Informationen über Schwarze bieten sollte und mit der Encyclopædia Britannica konkurrieren konnte. Du Bois starb 1963. Erst im Jahr 1999 wurde seine Idee verwirklicht, als Henry Louis Gates Jr. und Kwame Anthony Appiah mit Hilfe des Literaturnobelpreisträgers Wole Soyinka und einer weltweiten Gemeinschaft von Künstlern und Gelehrten die Africana: The Encyclopedia of the African and African-American Experience veröffentlichten.

## Produktion

### Filmstab und Konzeption

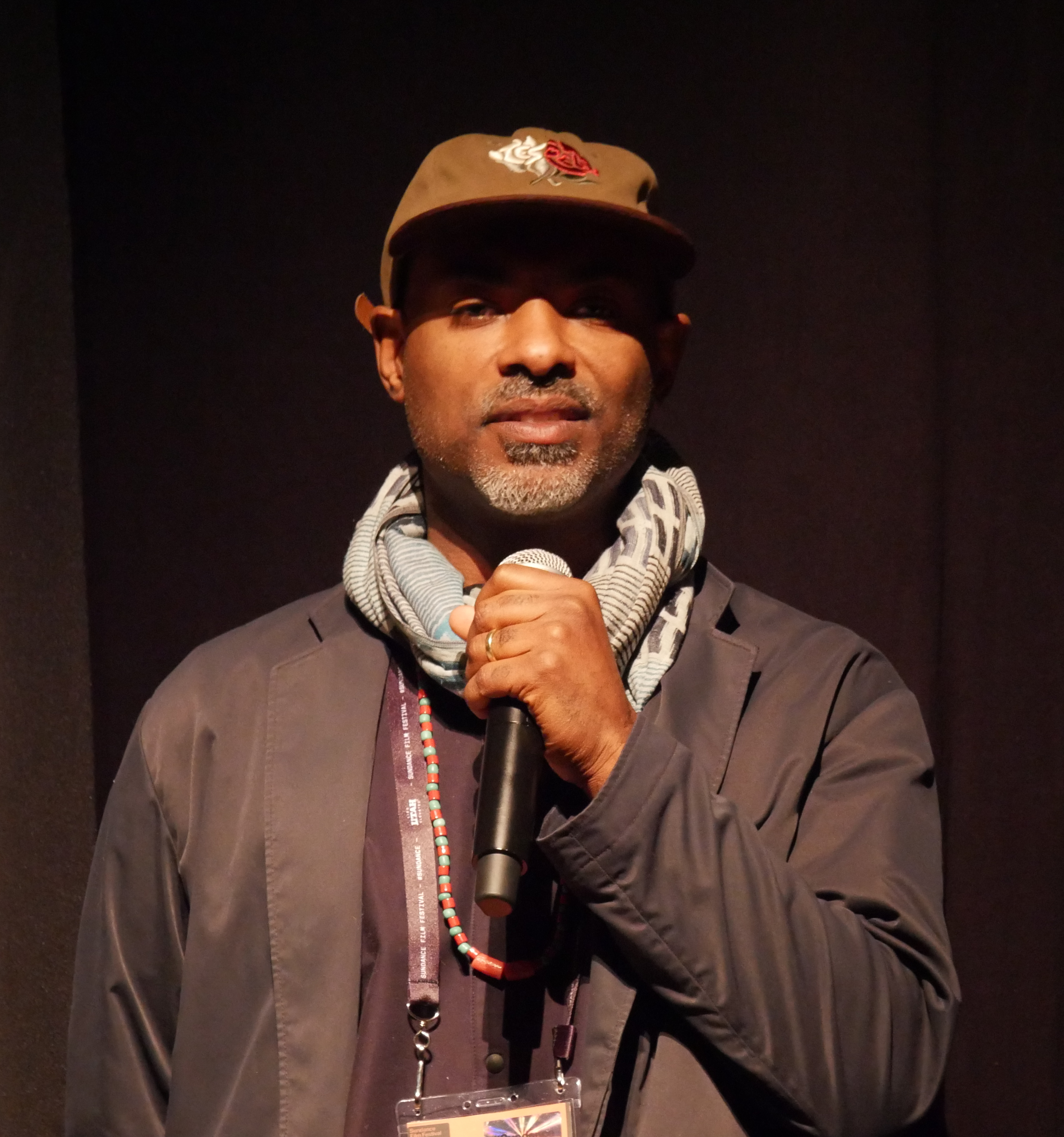
Regisseur Kahlil Joseph im Januar 2025 beim Sundance Film Festival

Regie führte Kahlil Joseph, der gemeinsam mit der Literaturwissenschaftlerin Saidiya Hartman und Irvin Hunt auch das Drehbuch schrieb. Es handelt sich bei BLKNWS: Terms & Conditions um Josephs Spielfilmdebüt. Er baute den Film auf seiner gleichnamigen Kunstinstallation auf und überließ es Gastregisseuren wie Arthur Jafa und Garrett Bradley ihre unterschiedlichen Perspektiven einzubringen. Letztere ist vor allem für ihren Oscar-nominierten Dokumentarfilm Time bekannt. Die in den 21 Szenen, von Joseph als „Tracks“ bezeichnet, vorgestellten schwarzen Künstler sind in verschiedenen Kulturbereichen tätig.
Für seinen Film vermischte Joseph seine Videoinstallation mit der Geschichte der Journalistin Sarah, die über eine fiktive, von Funmilayo Akachukwu kuratierte „Transatlantische Biennale“ berichtet, mit Filmmaterial und Ausschnitten aus Werken schwarzer Künstler wie Senga Nengudi, Maren Hassinger, Garrett Bradley, Raven Jackson, Ja'Tovia Gary und Alex Bell. Auch die Geschichte von dem ghanaischen Enthüllungsjournalisten Anas Aremeyaw Anas, der seine Identität hinter einem an einem Anglerhut befestigten Perlenvorhang verbirgt, findet Erwähnung. Joseph nutzt BLKNWS auch um seinen verstorbenen Bruder Noah Davis zu ehren, einen bildenden Künstler und Mitbegründer des Underground Museum in Los Angeles.
Josephs Kunstinstallation wurde 2019 bei der Biennale di Venezia gezeigt. Hinter dem titelgebenden BLKNWS verbirgt sich ein fiktiver Kabelnachrichtensender, der von einer kosmopolitischen, kulturell omnipräsenten, politisch engagierten, kunstliebenden und intellektuellen schwarzen Sensibilität beseelt ist. In dem klassisch moderierten Programm werden eine Talkshow, Stand-up-Comedy und Clips gezeigt, teils Archivaufnahmen, teils von Joseph gedrehte, in denen es um Themen wie Klimawandel bis zur schwarzen Identität und Selbstbestimmung geht und über die  größten Herausforderungen der Zeit gesprochen wird. Beeinflusst wurde Joseph bei der Installation von dem Werk seines Mentors und Freundes Arthur Jafa, vor allem von dessen Filmessays Love Is The Message, The Message Is Death und Dreams are Colder than Death.
Gemeinsam mit Paul Rogers und Luke Lynch übernahm der Regisseur auch den Filmschnitt. Rogers ist für seine Arbeit an Filmen wie Everything Everywhere All at Once bekannt.

### Tracklist
1. Encyclopedia Africana
2. Earthworks
3. Fugitive Status (feat. Gyimah Gariba)
4. This is a Film
5. Hurston Cinematheque
6. BBC Nautica
7. The Granddaughter
8. A Spiritual Commitment (feat. Steven Traylor) [Interlude]
9. The Social Scientist (feat. Kaneza Schaal)
10. The Thinking Machine [Interlude]
11. Insurance (feat. Cameron Rowland)
12. De Onde Vem? [From where are you from?]
13. #1 - Currency
14. Source Material
15. Intoxicated with Freedom
16. Reflection Eternal (feat. Garrett Bradley)
17. Dark Matter (feat. Dionne Brand)
18. The Wake
19. The Resonance Field
20. SOS (feat. Arthur Jafa)
21. #2 - Foreign Banks [credits][3]

### Besetzung und Dreharbeiten
Shaunette Renée Wilson spielt die Journalistin Sarah und Kaneza Schaal die Kuratorin Funmilayo Akachukwu. Die Kuratorin ist selbst auch im Film zu sehen. DuBois wird während seiner Zeit in Philadelphia ebenso von Schaal und während seiner Zeit in Accra in Ghana von Peter Jay Fernandez gespielt.
Als Kameramann fungierte Bradford Young, der für seine Arbeit an dem Science-Fiction-Film Arrival von Denis Villeneuve für den Oscar nominiert wurde und zuletzt für den Space-Western Solo: A Star Wars Story von Ron Howard und die Miniserie When They See Us tätig war.

### Filmmusik und Veröffentlichung
Die Filmmusik komponierte Klein. Weitere verwendete Musik stammt von P. Morris, Avila Santos und dem New Yorker Filmkomponisten James William Blades.
Die Weltpremiere des Films fand am 27. Januar 2025 beim Sundance Film Festival statt. Im Februar 2025 wurde BLKNWS bei den Internationalen Filmfestspielen Berlin gezeigt. Mitte, Ende April 2025 wurde der Film beim San Francisco International Film Festival vorgestellt.  Im Mai 2025 wurde er beim Seattle International Film Festival gezeigt. Im September 2025 soll er beim Toronto International Film Festival gezeigt werden. Ende September, Anfang Oktober 2025 sind Vorstellungen beim New York Film Festival geplant.

## Rezeption

### Kritiken
Von den bei Rotten Tomatoes aufgeführten Kritiken sind alle positiv bei einer durchschnittlichen Bewertung mit 8,3 von 10 möglichen Punkten.
David Fear schreibt in seiner Kritik in Rolling Stone, Kahlil Josephs schnelle Tour durch die afroamerikanische Kultur der letzten Jahrhunderte fühlte sich im besten Sinne radikal und überwältigend an. Seine Fähigkeit, deren Ideen zu allem Möglichen neu zu strukturieren, von W.E.B. Dubois‘ Lebenstraum, eine schwarze Enzyklopädie zusammenzustellen, bis hin dazu, wie die Kunstwelt mit schwarzen Künstlern umgeht, sei einzigartig.

### Auszeichnungen
Buenos Aires Internationales Festival des Independent-Films 2025
- Lobende Erwähnung[13]

Internationale Filmfestspiele Berlin 2025
- Nominierung als Bestes Spielfilmdebüt in der Sektion Perspectives (Kahlil Joseph)

Seattle International Film Festival 2025
- Nominierung im New America Cinema Competition[9]

Sundance Film Festival 2025
- Nominierung für den NEXT Innovator Award (Kahlil Joseph)